# Synaphobranchidae
Synaphobranchidae é uma família de peixes actinopterígeos pertencentes à ordem Anguilliformes, subordem Synaphobranchoidei.